# Историја Кубе
Куба, највеће од Карипских острва, је прво била насељена индијанским становништвом из племена Таино, Сибони и Ганајатаби. Европљани су открили Кубу 27. октобра 1492. године. Тог датума се Кристифор Колумбо искрцао на острво и прогласио га поседом Шпаније. Куба је постала шпанска колонија којом је управљао шпански гувернатор са седиштем у Хавани. Током 1762. године колонију је заузела Велика Британија, па је потом опет вратила Шпанији у замену за Флориду. Низ побуна током 19. века није успео да оконча шпанску владавину. Међутим, исход Шпанско-америчког рата је био полачење Шпанаца са острва 1898. године, и војна управа САД током наредне три и по године. Године 1902, Куба је добила независност.
У годинама након независности, кубанска република је доживела значајан економски развој, али и политичку корупцију и сукцесију деспотских вођа, што је кулминирало свргавањем диктатора Фулгенсио Батисте дејством Покрета 26. јула, предвођеног Фиделом и Раулом Кастром, током Кубанске револуције 1953–59 године. Кубом је 2015. године била социјалистичка држава којом управља Комунистичка партија под вођством браће Кастро. Ова земља је била политички и економски изолована дејством Сједињених Држава након револуције, али је поступно добила приступ спољашњој трговини и путовању, јер су напори за нормализацију дипломатских односа напредовали. Домаће економске реформе такође почињу да модернизују кубанску социјалистичку економију.

## Шпанска колонизација
Кубу и њено индијанско становништво (Таино, Сибони и Ганајатаби) окупирали су Шпанци у првој половини шеснаестог века. У наредних пар деценија домородачко становништво је практично истребљено ропским радом и болестима из Европе. Да би се одржала радно интензивна економија на плантажама шећерне трске, на Кубу су доведене десетине хиљада афричких робова (17. и 18. век).

## Борба за независност
Борба за независност колоније је почела 1868. Борбе од 1868. до 1878. познате су као Велики рат (Guerra Larga), а од 1878. до 1879. као Мали рат (Guerra Chiquita). Године 1895, кубански национални хероји Хосе Марти, Максимо Гомез и Антонио Мацео су предводили 200.000 Кубанаца у борби против шпанских колонијалних власти. Међутим, Шпанце је са Кубе коначно протерала тек интервенција САД у шпанско-америчком рату 1898. године.
САД су окупирале острво и држале га до званичног проглашења независности 1902. године, након чега су и даље доминирале на острву. Такозваним Платовим амандманом, који је важио до 1932. године, САД су задржале право да интервенишу на острву у циљу заштите својих националних интереса. Остатак ових посебних војних права САД на Куби је војна база у Заливу Гвантанамо, која од 2000. године служи као затвор за заробљенике из рата у Авганистану и Ираку.

## Револуција из 1959.
Фидел Кастро је организовао побуњеничку армију, којом се покушао супротставити тадашњем диктатору Кубе Батисти. Његови најближи сарадници били су Раул Кастро (његов брат), Камило Сјенфуегос и Аргентинац Ернесто Че Гевара. Кастров „Покрет 26. јул“ је преузео власт на Куби 1959. године, након победе над Батистиним оружаним снагама. У време тријумфа револуције, 75% кубанске земље је било у власништву странаца (највише држављана САД). Куба је проглашена Социјалистичком диктатуром 1961. године и таква остала до данас.
Нова револуционарна влада је извршила земљишне реформе и национализовала већину власништва страних компанија, као и домаћих богаташа. Резултат тога је било погоршање односа са САД. Кастро се испрва није декларисао као комуниста, али су га снажне везе са Совјетским Савезом касније приволеле да на тај начин организује власт, по угледу на Совјетски Савез. Нова влада је започела реформе какве је Кастро и обећао. Здравство и школство су постали бесплатни за све грађане Кубе.
Неколико наредних деценија Куба је добијала значајну помоћ Совјетског Савеза, највише преко размене шећера за нафту коју је Куба даље пласирала на светско тржиште. У то време Куба је подржавала комунистичке покрете у Латинској Америци (Никарагва, Салвадор, Гватемала и Чиле) и Африци (Ангола, Мозамбик и Етиопија, Конго). Само у Анголи Куба је имала 50.000 распоређених војника.

## Прелазни период
Распадом Совјетског Савеза 1991. године, Куба је доживела тежак економски ударац и проглашен је „специјални период“ опоравка. Иако су ММФ и Светска банка одбиле да пруже помоћ Куби, кубанска привреда се није урушила и, иако су економски показатељи и даље нижи него 1989. године, осећа се спор, али стабилан економски напредак.
Американци су прогласили трговински ембарго против Кубе, који се односи на извоз све робе (осим лекова и хране) на Кубу. Највећи број путовања Американаца на Кубу је забрањен (туристичка путовања су забрањена законом). Американци који путују на Кубу то чине кришом, путујући преко Мексика, Канаде или Бахама.